# Charles de Valois, duc d’Orléans

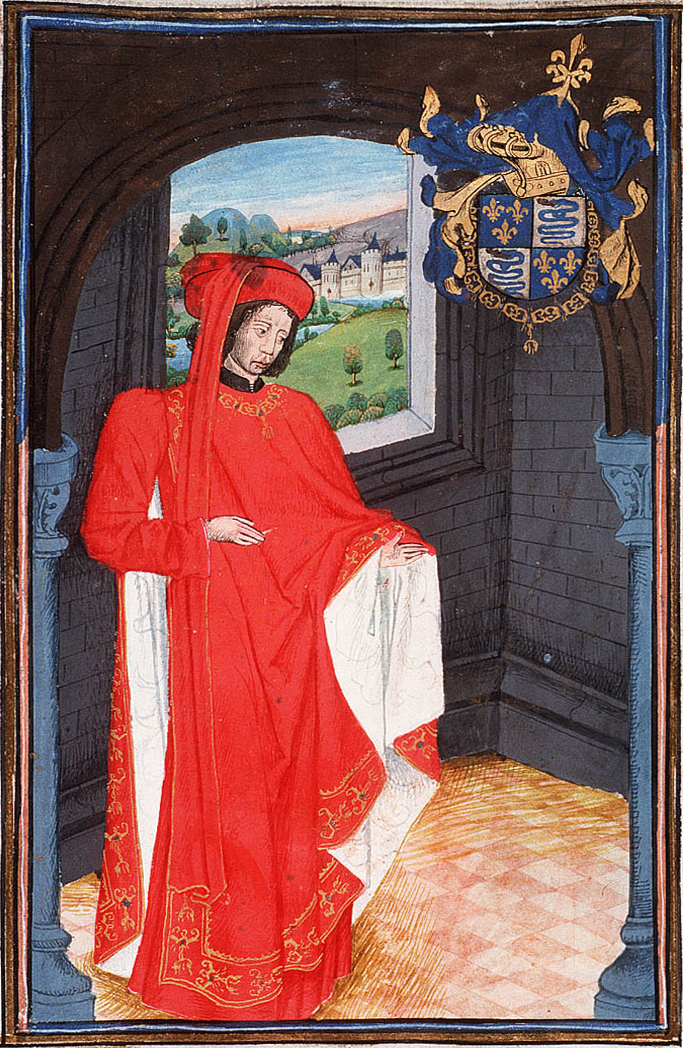
Charles de Orléans im Wappen- und Statutenbuch des Ordens vom Goldenen Vlies (Den Haag, KB, 76 E 10, fol. 57r)

Karl, Herzog von Orléans (* 24. November 1394 in Paris; † 5. Januar 1465 in Amboise) war Herzog von Orléans, Graf von Valois, Blois, Dunois und Vater des späteren Königs Ludwig XII. Heute ist er in Frankreich vor allem als bedeutendster Lyriker der Zeit um 1430 bekannt.

## Jugend
Karl war Enkel des Königs Karl V. und ältester der drei ehelichen Söhne von Herzog Ludwig von Orléans, des ehrgeizigen jüngeren Bruders von König Karl VI. Seine Mutter war Valentina Visconti, Tochter von Herzog Gian Galeazzo Visconti von Mailand.
Sein Vater Ludwig gefiel sich in der Rolle des Mäzens und so kam Karl früh mit Kunst und Literatur in Berührung. Ebenso früh allerdings wurde sein Leben, meist schmerzhaft, von der Politik bestimmt.
So wurde er am 4. Juni 1404, nicht einmal zehnjährig, im Sinne dynastischer Interessen mit seiner fünf Jahre älteren Cousine Isabella verlobt, die ihrerseits schon Witwe des abgesetzten und 1400 ermordeten Königs Richard II. von England war. Sie brachte die erhebliche Mitgift von 500.000 Francs in die am 29. Juni 1406 geschlossene Ehe ein, starb aber schon am 13. September 1409, drei Jahre nach der Hochzeit, bei der Geburt einer Tochter.
1407 verlor Karl seinen Vater, der auf offener Straße erstochen wurde von Auftragsmördern des Herzogs Johann Ohnefurcht von Burgund, der mit ihm um die Regentschaft für den geistesgestörten Karl VI. stritt. 1408 verlor er durch Krankheit auch seine Mutter, die vergeblich die Bestrafung der Mörder und ihres Anstifters gefordert hatte.
Somit war er mit knapp 15 schon Vollwaise, Vater einer Tochter, Witwer und darüber hinaus Familienchef für seine jüngeren Brüder und einen außerehelich von seinem Vater gezeugten Halbbruder (den späteren Heerführer Dunois).
Zwar bewies er erstmals sein literarisches Talent, als er in einem Rundbrief an die Städte Frankreichs Sühne forderte, doch war er zu jung und von seinem Naturell her ungeeignet die Rolle eines Rächers zu übernehmen. Dies tat der energische Graf Bernard von Armagnac, der eine Partei für ihn organisierte, wobei er ihn zugleich mit seiner elfjährigen Tochter Bonne verheiratete (1410). Über mehrere Jahre zogen sich Verhandlungen und bürgerkriegsartige Kämpfe hin, bis die „Armagnacs“ 1413 vorläufig siegten und in Paris einzogen (siehe auch: Bürgerkrieg der Armagnacs und Bourguignons).
Nachdem Karl den ihm rangmäßig zustehenden hohen Platz am Pariser Hof eingenommen und seine junge Frau Bonne dorthin geholt hatte, begann er um 1414 zu dichten, und zwar Balladen an sie, in die er sich (nach Vollzug der Ehe?) ganz offenbar verliebt hatte. Es sind Gedichte, die die Konventionen der höfischen Lyrik kunstvoll befolgen und dennoch sehr persönlich wirken. Ebenfalls seine Verliebtheit spiegelt die gereimte Traumerzählung La Retenue d’Amours (= Die Aufnahme [in den Lehensdienst] Amors).

Die territoriale Situation unter Karl VII. im Jahre 1429:
von Philipp III. (Herzog von Burgund) kontrollierte Gebiete
von Heinrich VI. (englischer König) kontrollierte Gebiete
von Karl VII. (französischer König) kontrollierte Gebiete
Orte wichtiger Schlachten: englische Invasion 1415
- Expedition Jeanne d’Arcs nach Reims 1429

## Gefangenschaft in England

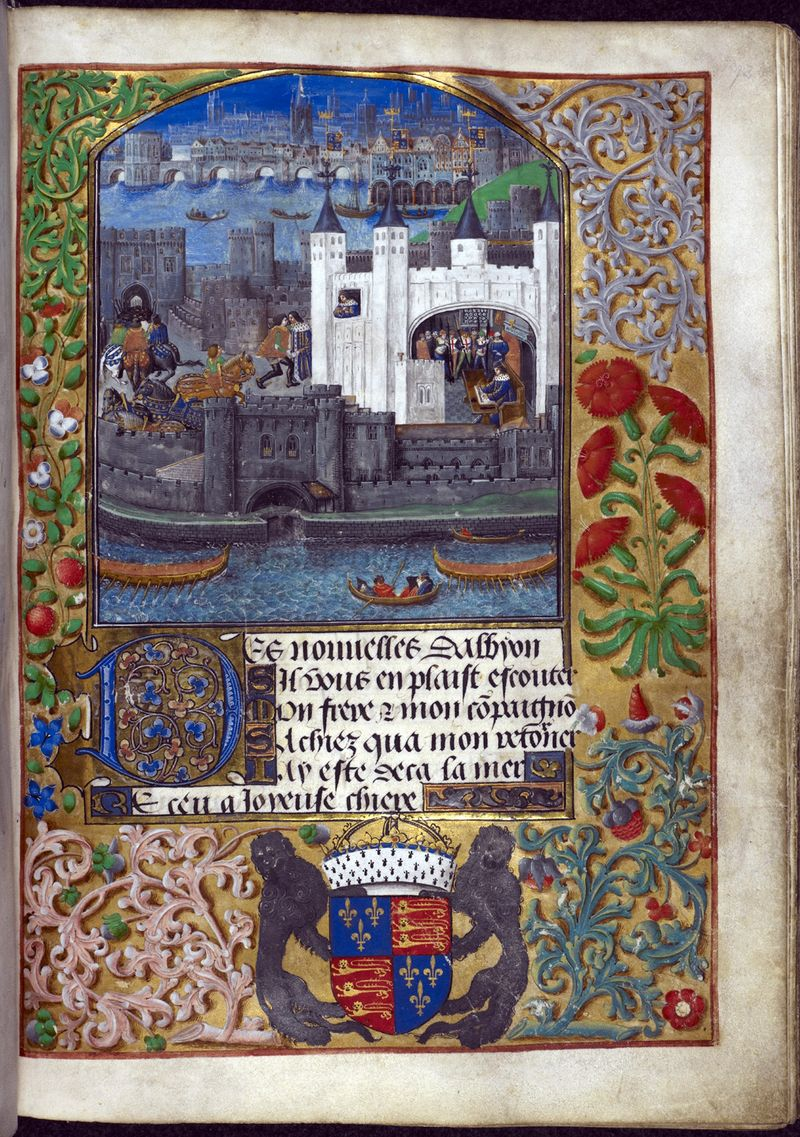
Charles, gefangen im Tower of London. Eine Buchmalerei des späten 15. Jahrhunderts, Darstellung im Manuskript Royal 16 F. ii.

1415 landete ein englisches Heer in Frankreich zu einem der Beutezüge, aus denen der Hundertjährige Krieg weitgehend bestand. Auf dem herbstlichen Rückzug Richtung Boulogne und England wurde es bei Azincourt von einem überlegenen französischen Ritterheer gestellt, besiegte dieses aber dank seiner Bogenschützen. Karl, der einer der französischen Anführer war, wurde gefangen genommen und nach England gebracht, wo er 25 Jahre lang als Geisel der englischen Könige Heinrich V. bzw. Heinrich VI. festgehalten wurde. Eine wichtige Rolle spielte hierbei, dass er in der Liste der französischen Thronanwärter weit oben stand und man ihn als Faustpfand einzusetzen gedachte in Verhandlungen mit seinem Cousin, dem Dauphin und dann (ab 1422) König Karl VII. Dieser zeigte jedoch keinerlei Interesse daran, etwas für Karl zu tun, und schon gar nicht, nachdem sich das Kriegsglück dank Jeanne d’Arc zu seinen Gunsten gewendet hatte.
Während dieser Zeit, die Karl auf verschiedenen Burgen bei häufig wechselnden Gastgebern-Bewachern in nur lockerem Briefkontakt mit der Heimat verlebte, dichtete er zunächst weiter Balladen, die in sehr authentischer Weise überwiegend um die Themen Liebe, Trennung, Sehnsucht und Heimweh kreisen. Später, nachdem sich seine Hoffnungen auf einen möglichen Besuch seiner Gattin Bonne in England zerschlagen hatten und er (1432?) erneut Witwer geworden war, verfasste er auch Chansons (zum Teil in englischer Sprache) an eine englische Dame, in die er sich verliebt hatte.
Nachdem diese aus seiner Umgebung entfernt worden war und 1437 auch ein Eheprojekt mit der verwitweten Margarete von Savoyen gescheitert war, schrieb Karl frustriert die Traumerzählung Songe en complainte (=Traumerzählung in Form einer Klage), die eine Art Gegenstück zur Retenue von einst darstellt und worin er, Amor um Entlassung bittend, Verzicht gelobt auf „alles, was mit Liebe zu tun hat“.

## Rückkehr nach Frankreich
1440 endlich wurde Karl, der seine Nutzlosigkeit als Faustpfand erwiesen hatte, gegen ein enormes Lösegeld freigelassen. Er bekam es von seinem Cousin zweiten Grades und Sohn des 1419 selbst ermordeten Mörders seines Vaters, Herzog Philipp dem Guten von Burgund, vorgestreckt. Dieser verheiratete ihn zugleich, um ihn noch enger an sich zu binden, mit einer Nichte, der 14-jährigen Maria von Kleve, und nahm ihn in den Orden vom Goldenen Vlies auf.
Karl hatte bei seiner Heimkehr gehofft, er könne als Friedensstifter zwischen den Kronen Englands und Frankreichs tätig werden, darüber hinaus das mit England verbündete, praktisch souverän gewordene Herzogtum Burgund wieder an Frankreich heranführen und insgesamt eine seinem hohen Status gemäße Position neben seinem Cousin Karl VII. einnehmen. Doch scheiterte er an dem Misstrauen, das dieser ihm als vermeintlichem Sympathisanten Burgunds entgegenbrachte. Auch die Versuche, die Karl 1447/48 unternahm, seine von der Mutter geerbten Ansprüche auf das Herzogtum Mailand durchzusetzen, blieben mangels militärischer und diplomatischer Unterstützung durch Karl VII. erfolglos. Er zog sich deshalb enttäuscht fast völlig auf sein Schloss in Blois zurück.
Hier verarbeitete er seine wechselnden, oft depressiven Stimmungen und Gedanken in zahlreichen Balladen und, mehr und mehr, in Rondeaus, die wie Blätter eines poetischen Tagebuchs wirken, dabei aber virtuos alle Möglichkeiten der Gattung ausschöpfen. Zugleich versuchte er nicht ohne Erfolg, seinen Hof zu einem literarischen Zentrum zu machen, indem er Höflinge und Freunde sowie seine Frau zum Versemachen anhielt und Dichter aus ganz Frankreich zu kürzeren und längeren Besuchen beherbergte, darunter Olivier de la Marche, Georges Chastellain, Jean Meschinot und, Ende 1457, auch François Villon, von dem er sich allerdings rasch im Unfrieden getrennt zu haben scheint.
1457, 1459 und 1462 wurde Karl noch Vater zweier Töchter und eines Sohnes, nachdem er sein Verzichtgelöbnis, das er 16 Jahre lang offensichtlich eingehalten hatte, endlich doch gebrochen und die Ehe mit seiner Frau Maria vollzogen hatte.
Er erkrankte und starb Anfang 1465 in Amboise auf der winterlichen Heimreise von einem Fürstentreffen in Tours, wo er vom neuen König Ludwig XI. öffentlich gedemütigt worden war. Schon einige Jahre zuvor hatte er (anscheinend bald nach dem Zerwürfnis mit Villon) der Dichtkunst den Abschied erklärt.
Sein Sohn übernahm 1498 als Ludwig XII. die Königskrone von seinem ohne männlichen Erben verstorbenen Neffen zweiten Grades Karl VIII.

## Literarisches Schaffen
Gegen 1445, d. h. wenige Jahre nach seiner Heimkehr, hatte Karl seine ab 1414 in den verschiedensten Lebenslagen in Paris, England und Blois verfassten Gedichte und Dichtungen von einem Kalligraphen in ein Sammelmanuskript kopieren lassen. In dieses ließ er anschließend von seinen Sekretären auch seine jeweils neuen Balladen und Rondeaus sowie die Gedichte von Höflingen und Gästen eintragen, was er gelegentlich auch selber tat oder die betreffenden Autoren tun ließ. Viele dieser jüngeren Texte sind Repliken auf den oder die jeweils vorangehenden, stehen also zu zweit oder mehreren in einem thematischen und oft auch konkreten situativen Zusammenhang. Bekannt ist vor allem der Block von elf Balladen zum Thema „Durst an der Quelle“, der offenbar Ende 1457 aus einem höfischen Wettdichten hervorging. Das Manuskript ist erhalten (und überliefert aller Wahrscheinlichkeit nach die einzigen Villon zuschreibbaren Autographen).
Zwar trifft sein heutiges Image als des ersten französischen Dichters von Naturlyrik nur sehr teilweise zu, doch ist Charles d’Orléans (wie er in der Literaturgeschichte heißt), einer der authentischsten und formvollendetsten sowie darüber hinaus auch produktivsten französischen Lyriker des ausgehenden Mittelalters. Er kann als Vollender der mittelalterlichen Kunstform der höfischen Lyrik in Frankreich gelten. Im deutschsprachigen Raum ist er praktisch unbekannt. Vereinzelte Gedichte wurden aus dem Französischen übertragen von Georg Holzer (Drei Balladen) und Ralph Dutli, der in der Rubrik „Frankfurter Anthologie“ der Frankfurter Allgemeinen Zeitung Charles d’Orléans’ Rondeau 225 („Im Wald des Langen Wartens“ / „En la forest de Longue Actente“) vorstellte und kommentierte.

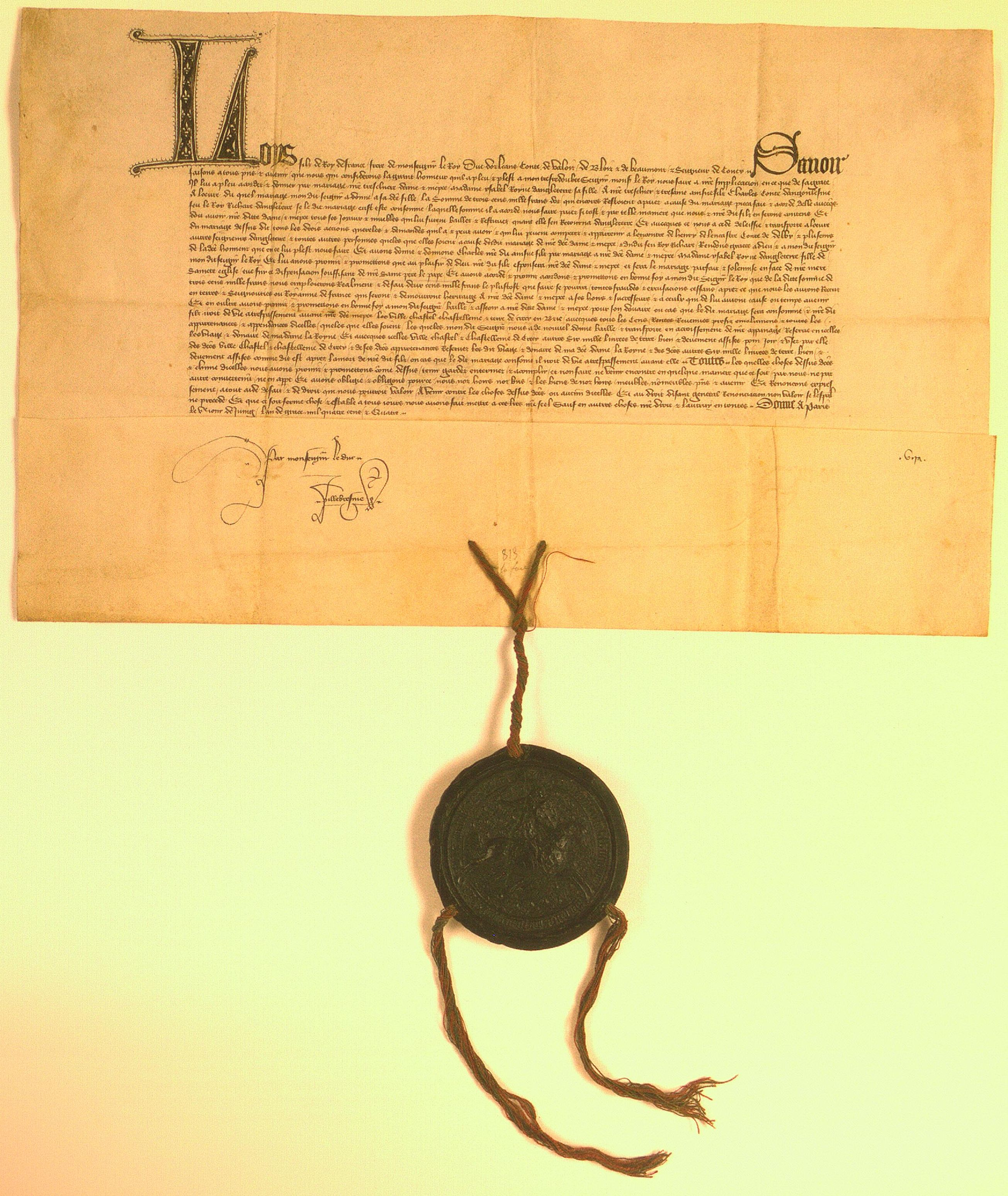
Die Urkunde von Karls Vater, Herzog Ludwig von Orléans, vom 5. Juni 1404 betreffend die Konditionen der Heirat Karls mit Isabella von Valois. Paris, Archives nationales, J 359, Nr. 26

## Ehen und Nachkommen
Am 29. Juni 1406 wurde Karl verheiratet mit seiner Cousine Isabella von Valois (1389–1409), Tochter von König Karl VI. und Witwe von König Richard II. von England. Ihre gemeinsame Tochter Johanna (1409–1432), die Karl nach 1415 nicht mehr wiedersah, wurde ohne seine Zustimmung von König Karl VII. mit Herzog Johann II. von Alençon verheiratet.
1410 ließ sich Karl in zweiter Ehe mit Bona (Bonne) von Armagnac (1395–1430/35) verheiraten, Tochter des Grafen Bernhard VII. Die Ehe blieb kinderlos.
1440 heiratete er in dritter Ehe Maria von Kleve (1426–1486), Tochter des Herzogs Adolf I. Nach 16 Jahren Kinderlosigkeit wurde Maria schließlich noch Mutter von:
- Marie (1457–1493) ⚭ Johann von Foix, Graf von Étampes
- Ludwig XII. (1462–1515) ⚭ 1) 1476–1498 Johanna von Frankreich, ⚭ 2) 1499–1514 Anna von Bretagne, ⚭ 3) 1514–1515 Mary Tudor
- Anna (1464–1491), Äbtissin von Fontevrault (ab 1477)